# Jewhenij Nemtinow
Jewhenij Serhijowycz Nemtinow, ukr. Євгеній Сергійович Немтінов (ur. 3 października 1995 w Czerniowcach) – ukraiński piłkarz, grający na pozycji pomocnika.

## Kariera piłkarska

### Kariera klubowa
Wychowanek Szkoły Piłkarskiej Monolit Illicziwśk oraz Bukowyna Czerniowce, barwy których bronił w juniorskich mistrzostwach Ukrainy (DJuFL). Wiosną 2013 roku rozpoczął karierę piłkarską w mołdawskiej drużynie Nistru Otaci, a 19 października 2013 zadebiutował w barwach Bukowyny. 16 stycznia 2015 przeszedł do Illicziwca Mariupol. 27 czerwca 2015 podpisał kontrakt z Dynamem Kijów, w którym grał w drugiej drużynie klubu. W lipcu 2016 po rozwiązaniu Dynama-2 powrócił do Bukowyny. W styczniu 2017 został piłkarzem klubu Inhułeć Petrowe. Po pół roku znów wrócił do Bukowyny. W lipcu 2018 został zaproszony do Polissia Żytomierz.

### Kariera reprezentacyjna
W 2015 debiutował w młodzieżowej reprezentacji Ukrainy U-20.

## Sukcesy i odznaczenia

### Sukcesy klubowe
Ukraina U-20
- uczestnik Mistrzostw świata U-20: 2015